# Muonio älv
Der Muonio (finnisch: Muonionjoki; schwedisch: Muonio älv [mʉˈǒːnɪɔ ˈɛlːv]) ist ein Fluss in Nordfinnland und Schweden. Es ist ein Nebenfluss des Tornio. Zusammen bilden die beiden Flüsse die nationale Grenze zwischen Finnland und Schweden. Der Fluss ist 230 Kilometer lang.
Er entsteht nahe dem Ort Markkina durch den Zusammenfluss des Könkämäeno und Lätäseno und mündet nach 230 Kilometern nahe Pajala in den Torne älv (Tornionjoki), der bei Tornio in den Bottnischen Meerbusen mündet. Zusammen mit dem Könkämäeno und dem Torne älv bildet er die Grenze zwischen Schweden und Finnland.
Bei Kolari wird die Flussinsel Kolarinsaari von den beiden Armen des Muonio älv umflossen.
In den östlichen Flussarm mündet der linke Nebenfluss Ylläsjoki.
Der Asteroid (1472) Muonio ist nach dem Fluss benannt.